# ایسلا د مایپو
ایسلا د مایپو (به اسپانیایی: Isla de Maipo) یک شهرستان در شیلی است که در استان تالاگانته واقع شده‌است. ایسلا د مایپو ۱۸۸٫۷ کیلومتر مربع مساحت و ۲۵٬۷۹۸ نفر جمعیت دارد.